# Aimée Madureira
Aimée Ubacker Madureira Campos, mais conhecida como Aimée Ubacker (Nova Friburgo, 12 de Abril de 1993), é uma atriz brasileira.

## Biografia

### 1998-2004: inicio da carreira
A primeira participação de Aimée como atriz na TV foi na novela Era uma vez..., em 1998, com apenas quatro anos.
A sua entrada para o time de O Clone foi curiosa. Depois de ver o primeiro capítulo da novela, foi correndo pedir ao pai, Sérgio Madureira, produtor de elenco da Globo, um papel . A menina conversou pessoalmente com Glória Perez, que propôs uma personagem com seu próprio nome.
O sucesso foi tanto que Carlos Lombardi a convidou para fazer a Paloma de Kubanacan, em 2003. Esse trabalho lhe rendeu a indicação para o Prêmio Contigo! de melhor atriz infantil.

### 2011-2012: entrada na SBT e volta a Rede Globo
Em 2011 Aimée voltou as telinhas na novela Amor e Revolução do SBT, onde interpretou a personagem Edith.
Em 2012 assinou novamente contrato com a Rede Globo para integrar no elenco de Salve Jorge, atuando com Bruna Marquezine e Solange Badim. A atriz entrou para a trama de Glória Perez por decisão da própria autora que havia gostado de sua atuação em O Clone.

## Filmografia

### Televisão
| Ano  | Título           | Papel                          |
| ---- | ---------------- | ------------------------------ |
| 1998 | Era uma Vez...   | Participação especial          |
| 2001 | O Clone          | Aimée                          |
| 2004 | Kubanacan        | Paloma Pereira Hernández       |
| 2011 | Amor e Revolução | Edith Sobral Santos            |
| 2012 | Salve Jorge      | Rayanne                        |
| 2015 | Malhação         | Thayssa Andrade (participação) |

### Cinema
| Ano  | Título                 | Papel | Notas          | Ref   |
| ---- | ---------------------- | ----- | -------------- | ----- |
| 2006 | O Rapto das Cebolinhas |       | Curta-metragem | [ 7 ] |

## Teatro
| Ano  | Titúlo                 | Ref   |
| ---- | ---------------------- | ----- |
| 2006 | O Rapto das Cebolinhas | [ 7 ] |

## Prêmios e indicações
| Ano  | Prêmio          | Categoria             | Trabalho            | Resultado |
| ---- | --------------- | --------------------- | ------------------- | --------- |
| 2005 | Prêmio Contigo! | Melhor Atriz Infantil | Paloma em Kubanacan | Venceu    |